# Robersonville
Robersonville és una població dels Estats Units a l'estat de Carolina del Nord. Segons el cens del 2000 tenia 1.731 habitants.

## Demografia
Segons el cens del 2000, Robersonville tenia 1.731 habitants, 720 habitatges i 467 famílies. La densitat de població era de 561,6 habitants per km².
Dels 720 habitatges en un 23,1% hi vivien nens de menys de 18 anys, en un 38,8% hi vivien parelles casades, en un 22,1% dones solteres, i en un 35,1% no eren unitats familiars. En el 33,5% dels habitatges hi vivien persones soles el 20,8% de les quals corresponia a persones de 65 anys o més que vivien soles. El nombre mitjà de persones vivint en cada habitatge era de 2,4 i el nombre mitjà de persones que vivien en cada família era de 3,07.
Per edats la població es repartia de la següent manera: un 23,7% tenia menys de 18 anys, un 6,7% entre 18 i 24, un 23,4% entre 25 i 44, un 24,1% de 45 a 60 i un 22,1% 65 anys o més.
L'edat mediana era de 42 anys. Per cada 100 dones de 18 o més anys hi havia 69,6 homes.
La renda mediana per habitatge era de 23.384 $ i la renda mediana per família de 28.565 $. Els homes tenien una renda mediana de 21.250 $ mentre que les dones 19.375 $. La renda per capita de la població era de 14.431 $. Entorn del 26,2% de les famílies i el 30,9% de la població estaven per davall del llindar de pobresa.

## Poblacions més properes
El següent diagrama mostra les poblacions més properes.